# Хатчинс, Пол
Пол Хатчинс (англ. Paul Hutchins; 5 апреля 1945, Бристоль — 13 марта 2019, Уимблдон) — британский теннисист, теннисный тренер и администратор, отец Росса Хатчинса. Игрок, а позднее многолетний неиграющий капитан сборной Великобритании в Кубке Дэвиса, которую вывел в финал Кубка в 1978 году. Кавалер ордена Британской империи (2017).

## Биография
Пол Хатчинс начал играть в теннис в 11 лет. Будучи учащимся Миллфилдской школы в Юго-Западной Англии, представлял Глостершир на теннисных соревнованиях между графствами.
В 1964 году выиграл любительский теннисный чемпионат Вустершира. В дальнейшем становился победителем ещё ряда любительских турниров, в том числе в 1967 году — турнир Кульм-Карлтон, где по пути к титулу обыграл Рафаэля Осуну, и чемпионат Лондона на твёрдых кортах. Своих лучших игровых результатов добился на следующий год, в начале Открытой эры, когда вышел в третий круг вначале в чемпионате Франции, а затем в Открытом чемпионате США, уступив там будущему чемпиону Артуру Эшу. Хатчинс дошёл также до четвертьфинала в мужских парах в чемпионате Франции, где с ним выступал другой британец Джеральд Баттрик (проиграли Бобу Хьюитту и Фрю Макмиллану), и сыграл в двух матчах сборной Великобритании в Кубке Дэвиса (одна победа и два поражения). В 1968 году он выиграл Открытый чемпионат Суррея, в полуфинале победив Баттрика.
Титул в Суррее, однако, стал последним в карьере Хатчинса, фактически завершившего игровую карьеру уже в 25 лет, в 1970 году, из-за травмы. Он не расстался с теннисом, занявшись административной работой, и в 29 лет, в начале 1975 года, был назначен менеджером мужской национальной сборной. С 1975 по 1987 год он занимал пост капитана сборной в Кубке Дэвиса, за это время выиграв с ней 17 из 31 проведенной встречи, и в 1978 году в этом качестве (впервые за 41 год) привёл её в финал соревнования после побед над командами Австрии, Франции, Чехословакии и Австралии. В финале британцам на своей площадке противостояла сборная США во главе с Джоном Макинроем, победившая со счётом 4:1. В следующий раз британская команда вышла в финал Кубка Дэвиса только 37 лет спустя.
В 1987 году Хатчинс основал собственную компанию Tennis Concepts, занимавшуюся маркетингом и спонсорскими инвестициями в области тенниса. С этого же года он стал директором Чизвик-Риверсайдского теннисного клуба (до 1997 года) и телевизионным комментатором на Би-би-си, где вёл репортажи с Уимблдона и других турниров в течение двух десятилетий. В 2007—2009 годах Хатчинс снова занимал пост руководителя мужской национальной команды. В сотрудничестве с Ассоциацией лаун-тенниса и Всеанглийским клубом лаун-тенниса и крокета, где Хатчинс входил в попечительский совет, он в течение 30 лет работал над созданием системы национальных программ для перспективных спортсменов и молодёжных теннисных лиг. Среди детищ Хатчинса, известного в британских теннисных кругах как Папа Хатч, была национальная клубная лига, в которую входят к концу 2010-х годов более 6000 команд, представляющих 1100 клубов в разных возрастных категориях, и молодёжный турнир «Дорога на Уимблдон». В этом соревновании — крупнейшем юношеском турнире в Великобритании — участвовали в эти же годы более 10 тысяч игроков из 800 клубов и школ. Начиная с 2014 года усилиями Хатчинса эта программа получила развитие и за пределами собственно Великобритании — в частности, в Индии. Хатчинс также был директором турнира Nottingham Open, сумев в 2015 году получить для него грант от министерства спорта Великобритании в размере 200 тысяч фунтов; часть этих средств пошла на развитие теннисной инфраструктуры в регионе и поддержку местных теннисных клубов. В 2016 году Хатчинс занял пост теннисного директора европейской сети спортклубов Aspria.
В 2017 году Пол Хатчинс был произведён в рыцари ордена Британской империи за заслуги в развитии британского тенниса. В 2018 году у него был диагностирован боковой амиотрофический склероз. Хатчинс скончался от этой болезни в марте 2019 года, оставив после себя жену Шали и четырёх детей; все его дети также успешно играли в теннис, хотя наиболее значительных успехов достиг младший сын Росс, как и отец, ставший игроком сборной Великобритании.